# Byun Hee-soo
Byun Hee-soo (hangeul : 변희수), est une personnalité militaire de Corée du Sud, née le 11 juin 1998 et morte le 3 mars 2021. Elle est la première soldate sud-coréenne à recevoir une opération de réattribution sexuelle pendant son service.

## Biographie
Byun Hee-soo s'engage dans l'armée en 2017, et y exerce dans la conduite de chars. Après avoir commencé un traitement hormonal et consulté les services psychiatriques militaires, elle subit une chirurgie de réattribution sexuelle en novembre 2019 en Thaïlande. À son retour en Corée du Sud, elle est radiée de l'armée le 22 janvier 2020, l'administration militaire estimant qu'elle souffre alors de trouble mental et physique de niveau 3,.
Elle engage alors une action contre l'armée pour obtenir sa réintégration. Selon elle, elle aurait échangé avec des officiers supérieurs au sujet d'un possible redéploiement, et de son potentiel rôle de modèle pour d'autres personnes LGBT dans l'armée. Des manifestations d'opposants aux droits des personnes LGBT sont dans le même temps organisées pour faire pression sur l'armée pour obtenir son renvoi. Le cas est de nouveau étudié par l'armée en juillet, mais la décision de renvoi est maintenue.
Elle est trouvée morte le 3 mars 2021 dans son domicile de Cheongju, Chungcheong du Nord, trois mois après avoir fait une première tentative de suicide. Sa mort est à l'origine de nombreuses réactions dans la société sud-coréenne.
Sept mois plus tard, le 7 octobre 2021, le tribunal du district de Daejeon a estimé injuste son renvoi par l'armée. L'autorité judiciaire a pris le jugement selon lequel l'armée aurait dû l'accepter après son opération et considérer son sexe comme féminin.